# Leonard Hayflick
Leonard Hayflick (født 20. maj 1928 i Philadelphia, død 1. august 2024 i Sea Ranch, Californien) var en amerikansk anatom, som var professor i anatomi ved University of California, San Francisco og professor i medicinsk mikrobiologi ved Stanford University. Han var også tidligere formand for Gerontological Society of America og med til at stifte National Institute on Aging (NIA). Han studerede aldringsprocesser i mere end 50 år og modtog en række forskningspriser og udmærkelser.
Han er kendt for at have opdaget, at normale menneskeceller deler sig et begrænset antal gange in vitro, hvilket tilbageviste Alexis Carrels formodning om, at normale kropsceller er udødelige. Dette er kendt som Hayflickgrænsen. Hayflick påviste, at normale celler har en hukommelse og 
kan huske, hvor mange celledelinger de har udført.
Han udviklede de første diploide menneskelige cellekulturer og opdagede at alle dengang kendte menneskelige virusser kunne dyrkes i hans cellekultur WI-38. Cellekulturen blev brugt til at udvikle verdens først orale poliovaccine og har dannet grundlag for mange virusvacciner.
Hayflick er også kendt for sin opdagelse af årsagen til kold lungebetændelse hos mennesker. Det var tidligere antaget at det var en virussygdom, men Hayflick viste, at sygdommen skyldes en mycoplasma, en gruppe meget små bakterier uden cellevæg. Han navngiv Mycoplasma pneumoniae som han dyrkede på et medium, som han selv udviklede, og som bærer hans navn.
I 1959 udviklede Hayflick det første omvendte mikroskop til brug for cellekulturforskning. Hans omvendte mikroskop blev erhvervet af National Museum of American History under Smithsonian Institution i 2009.
Han udviklede i 1965 den første praktiske metode til fremstilling af celledyrkningsmedier i pulverform.
Hayflick er forfatter til bogen How and Why We Age (dansk: Hvordan og hvorfor vi ældes), som blev udgivet i august 1994 af Ballantine Books, New York City, og som siden 1996 har været tilgængelig som paperback. Bogen er oversat til ni sprog og er udgivet i Brasilien, Tjekkiet, Tyskland, Ungarn, Israel, Japan, Polen, Rusland og Spanien.
Hayflick og hans medarbejdere har på det kraftigste taget afstand fra "anti-aging medicin" og kritiseret organisationer som American Academy of Anti-Aging Medicine. Hayflick har skrevet adskillige artikler, der kritiserer både muligheden for og ønskeligheden af at forlænge menneskers liv, hvilket har fremkaldt kritiske reaktioner.